# Oxymitra gracilis
Oxymitra gracilis (Hook. f.) Sprague & Hutch. – gatunek rośliny z rodziny flaszowcowatych (Annonaceae Juss.). Występuje naturalnie w Sierra Leone, Liberii, Wybrzeżu Kości Słoniowej oraz południowej części Nigerii. 

## Morfologia
PokrójZimozielone liany.
LiścieMają odwrotnie jajowaty kształt. Mierzą 7–11 cm długości oraz 2,5–3,5 cm szerokości. Nasada liścia jest od rozwartej do zaokrąglonej. Blaszka liściowa jest o krótko spiczastym wierzchołku.
KwiatySą pojedyncze, rozwijają się w kątach pędów. Płatki mają owalny kształt i purpurowozielonkawą barwę, są lekko owłosione, osiągają do 10–20 mm długości.
OwocePojedyncze, zebrane w owoc zbiorowy. Są osadzone na szypułkach.